# بحيرة ساكانداغا
بحيرة ساكانداغا (سا-كون-داه-جا) هي بحيرة في بلدة ليك بليزانت في مقاطعة هاميلتون بنيويورك تقريباً ميلين(3.2كم)غرب سبيكتولار . المخرج عبارة عن قناة تؤدي إلى بحيرة بليزانت ، وهي منبع نهر ساكانداغا .
تغطي البحيرة مساحة 1,608 فداناً(651 هكتاراً)، بالكامل داخل حدود متنزه آديرونداك في نيويورك ، بمتوسط عمق 28 قدماً، وأقصى عمق يزيد عن 50 قدمًا (15 مترًا). تقع على ارتفاع 1,725 قدم (526 م).
(مخيم موفيت بيتش الحكومي)هو موقع تخييم شهير على البحيرة.

## صيد السمك
أنواع الأسماك الموجودة في البحيرة هي سمك السلمون المرقط البني وسمك السلمون المرقط سمك سمالموث وايلي والبيكريل وبولهيد البني. هناك مدخل عام مملوك للدولة مع موقف سيارات يتسع لـ 30 شاحنة ومقطورة.
=أنظر ايضاً= بحيرة ساكانداغا صيد السمك أنواع الأسماك
1. ↑  American Automobile Association (1954). Northeastern Tour Book Including Eastern Canada. ص. 169. مؤرشف من الأصل في 2021-03-06. اطلع عليه بتاريخ 2016-09-24.
2. 1 2  New York State Department of Environmental Conservation. "Sacandaga Lake" (PDF). In and Around The Adirondack Park. مؤرشف من الأصل (PDF) في 2018-11-21. اطلع عليه بتاريخ 2016-09-24.

## روابط خارجية
- خريطة بحيرة Sacandaga